# Бондаренко Олександр Михайлович (журналіст)
Олекса́ндр Миха́йлович Бондаре́нко — український журналіст, комунікаційник, учасник російсько-української війни. Загинув у бою 22 квітня 2023 року поблизу міста Кремінна (Луганської області).

## Життєпис
Олександр народився і виріс у Луганську. Блискуче закінчив школу. Навчався у Луганському національному педагогічному університеті імені Шевченка. Був зіркою університету, грав у студентській команді КВН. Отримав диплом учителя української мови та літератури, а також англійської мови і зарубіжної літератури. Працював у школі в Луганську. З юності підтримував українську справу. Був членом Народного Руху України.

### Журналістська діяльність
Журналістську кар'єру розпочав на телерадіокомпанії «Луганське кабельне телебачення», де працював редактором відділу новин та ведучим з серпня 2000 по жовтня 2004 рік. Напередодні Помаранчевої революції звільнився з принципових міркувань.
З листопада 2004 по лютий 2005 року працював на «Громадському радіо» у Києві, а з березня по травень 2005 року на «5 каналі».
Згодом перейшов на «Перший національний телеканал», де з червня 2005 по грудень 2007 року працював випусковим редактором, автором та ведучим інформаційної програми «Точка зору», брав участь ведучим у спецпроєктах каналу «Ніч вибору», «Чорнобиль: погляд в майбутнє» та інших.
У грудні 2007 року був старшим продюсером Української служби BBC. У вересні 2011 року перейшов працювати на телеканал «Україна», працював оглядачем у програмах «События» та «События недели», брав участь у спецпроєктах. З січня по травень 2005 року працював шеф-редактором програми «Інсайдер» на телеканалі«ICTV».
Олександр спеціалізувався на політиці та складних економічних темах. Завжди обстоював глибокий, аналітичний журналістський підхід. Для цього отримав додаткову освіту магістра за спеціальністю «Фінансовий ринок» в Українському інституті розвитку фондового ринку КНЕУ.

### Робота у сфері комунікацій
З серпня 2015 і до початку повномасштабного вторгнення Росії, був керівником спецпроєктів агентства plusone та RMA. Став одним з найкращих українських консультантів у сфері комунікацій. Працював з українськими політиками та міжнародними організаціями. Мав пропозицію бути прессекретарем двох Президентів України.

### Захоплення і спорт
Олександр був різносторонньою людиною — за освітою, вподобаннями та колом інтересів. На додачу до свого фаху він вивчав економіку та програмування. Цікавився фантастикою та енциклопедіями. Захоплювався музикою.
Олександр цілеспрямовано займався плаванням. Переплив протоку Босфор у Туреччині. Захопився тріатлоном. Готувався до участі у змаганнях «IronMan».

### Участь у російсько-українській війні
З початком повномасштабного вторгнення Росії в Україну, Олександр відразу добровільно пішов у територіальну оборону в Києві і приєднався до Збройних сил України.
Навесні 2022-го успішно обороняв столицю на гостомельському напрямку. Восени 2022-го брав участь в успішному контрнаступі на Харківщині. Останні дні життя воював під Кремінною. Був стрільцем у 244-му батальйоні 112-ї бригади територіальної оборони. Олександр загинув 22 квітня в селі Діброва, визволяв рідну йому Луганщину. Похований 1 травня 2023 року на Алеї Героїв Лісового кладовища в місті Києві.